# Anagapetus chandleri
Anagapetus chandleri là một loài Trichoptera trong họ Glossosomatidae. Chúng phân bố ở miền Tân bắc.